# Stockhorn
Das Stockhorn ist ein 2190 m hoher Berg im Berner Oberland in der Schweiz und der höchste Gipfel im Amtsbezirk Thun.
Das Stockhorn ist der höchste Gipfel in der Stockhornkette. Der markante Stockhorngipfel fällt sofort auf, wenn man durch das Gürbetal oder das Aaretal Richtung Berner Oberland fährt. Da er aus einer fast senkrecht aufgestellten Gesteinsplatte besteht, erscheint er je nach Blickwinkel breit (als Stock) oder spitz (als Horn).

## Stockhornbahn
Seit 1969 führt die Stockhornbahn, eine Luftseilbahn mit Talstation in Erlenbach im Simmental (725 m), über die Zwischenstation Chrindi (1642 m), bis zur Gipfelstation (2139 m) knapp unter den Gipfel. Von dort kann der Gipfel (2190 m) oder über einen 70 Meter langen, rollstuhlgängigen Stollen die 2013 eröffnete Panorama-Aussichtsplattform erreicht werden.
Im Stollen ist ein großer Calcit-Kristall aus der Region ausgestellt.

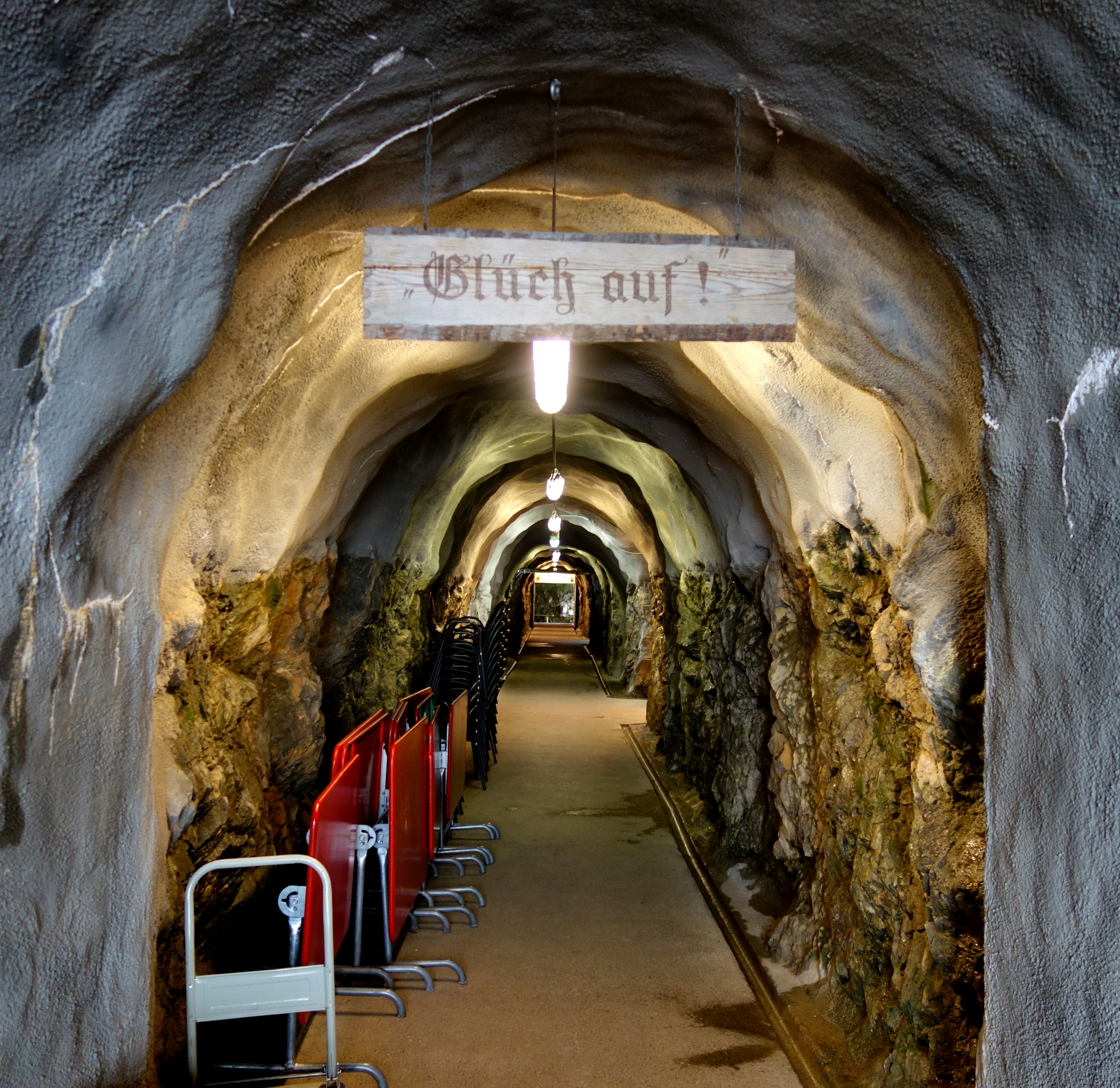
Stockhorn-Stollen
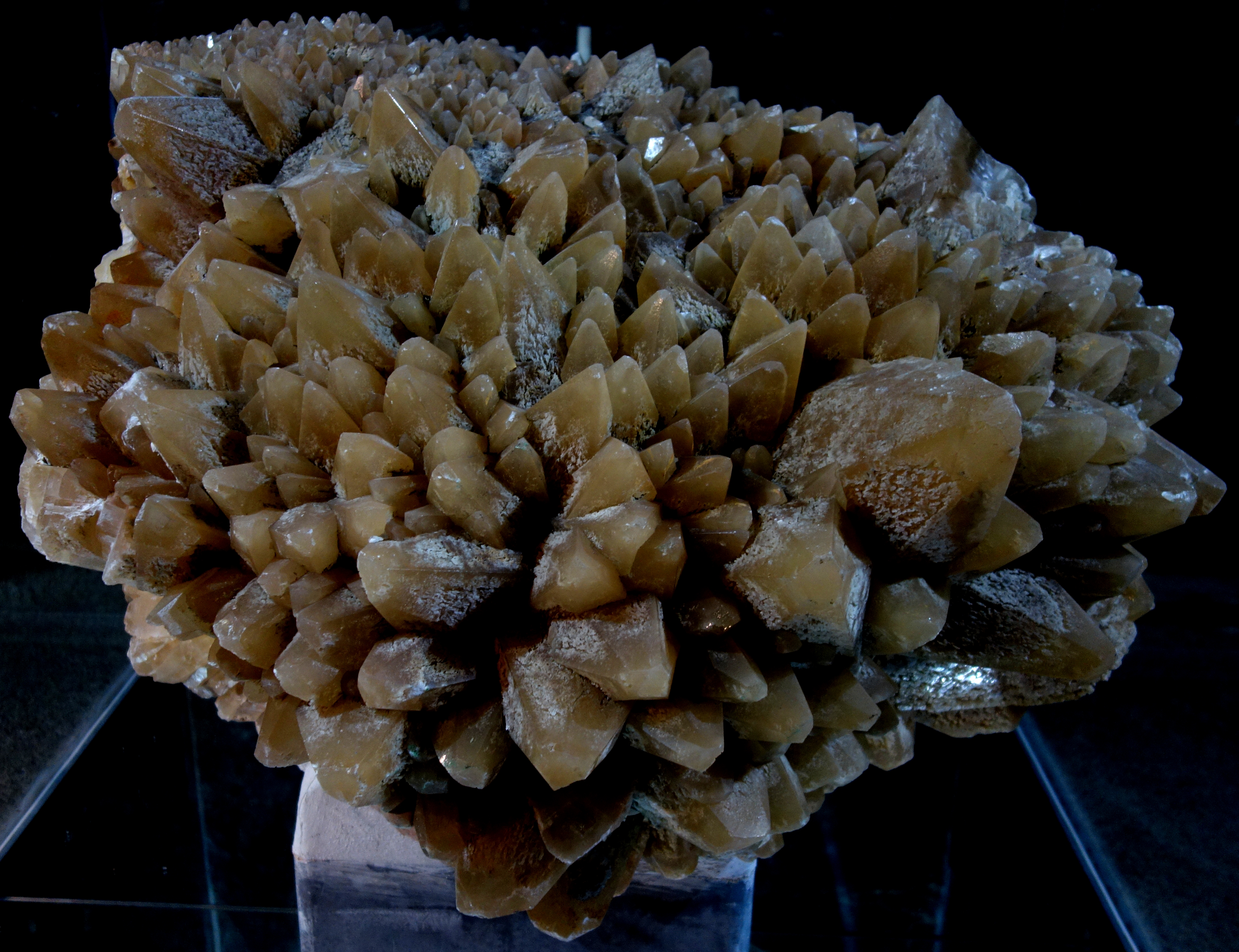
Calcit-Kristall im Stockhorn-Stollen

Von der Plattform aus sieht man auf den Thunersee, auf das Mittelland und an klaren Tagen zum Jura, den Vogesen und dem Schwarzwald.

## Bergseen und Alp
Auf der Simmentaler Seite, unweit des Gipfels, befinden sich zwei kleine Bergseen, der Oberstockensee und der Hinterstockensee. Der Hinterstockensee liegt hinter der Mittelstation Chrindi, der Oberstockensee anderthalb Kilometer westlich auf gleicher Höhe, aber durch einen kleinen Bergrücken getrennt. Auf diesem Bergrücken liegt die Oberstockenalp mit dem Berggasthaus «Oberstockenalp». Die beiden Seen sind durch einen natürlichen Stollen verbunden. Sie sind ein beliebtes Ausflugsziel für Hobbyfischer, da dort Forellen gefischt werden können. Das Wasser wird auch für ein Wasserkraftwerk genutzt.

## Stockhorn-Marathon
Seit 2004 findet alljährlich im Juli der Stockhorn-Halbmarathon statt. Dieser Lauf startet in Oberwil im Simmental und endet auf dem Stockhorn. Auf der Strecke von 21,1 Kilometern Länge wird eine Höhendifferenz von 1'353 Metern (+1'724 m/-371 m) überwunden. Die Bestzeiten liegen bei einer Stunde und 45 Minuten.

## Stockhornkette
Die Voralpenkette ist rund 13 Kilometer lang und trennt das Simmental im Süden vom Stockental im Norden in OSO/NNW-Richtung. Sie beginnt bei Reutigen, wo die Simme ihr Tal verlässt und die beschriebene Kette von der Burgfluh, respektive vom Niesen trennt. Erster markanter Gipfel ist die Simmenfluh (1422 m), die mit ihrer wuchtigen Erscheinung die Region mitprägt. Nach der Simmenfluh senkt sich der Grat wieder leicht ab und geht alsbald in einen breiten Rücken, die Alp Heiti, über. Vom Stockental her steigt ein zweiter Grat auf, der den bisherigen Grat und die Alp überragt. Die Nüschleten (1987 m), der Lasenberg (2019 m) und das Solhorn (2017 m) sind die drei höchsten Erhebungen auf diesem Gratabschnitt bis zum Stockhorn, der danach im Strüssligrat ausläuft. Dem Stockhorn nördlich vorgelagert ist der breite Walalpgrat (1920 m), der Beginn des letzten Gratabschnittes der Stockhornkette. Es folgen noch der Möntschelenspitz (2020 m), der Hohmad (2075 m), die Stubenfluh (2004 m) und die Chrummenfadenfluh (2074 m). Letzteres gehört eigentlich schon zur Gantrischgruppe, die zur Stockhornkette im NNW angrenzt.

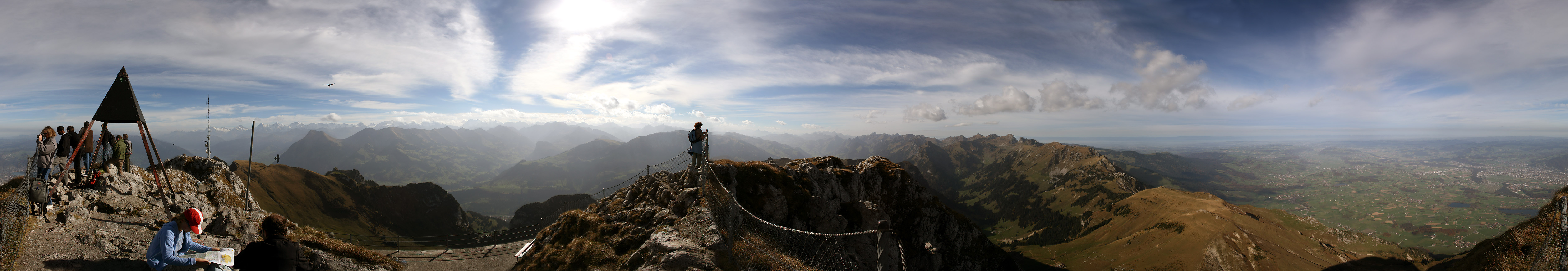
360°-Blick auf dem Stockhorn

## Klettern, Höhlen
In der Stockhorngegend befinden sich mehrere Klettergärten für Sportkletterer. 120 Routen in zwölf Sektoren bieten Schwierigkeitsgrade von 2 bis 7 in kompaktem Kalkfels rund um den Gipfel und bei der Zwischenstation.
1974 wurde in der Gegend um die Oberstocken Alp ein umfangreiches Höhlensystem entdeckt. In den Folgejahren erforscht wurden das Chäsloch, die Stockenhöhle (C 8 BE) und die Falkensteinhöhle.